# كوبري الأقصر

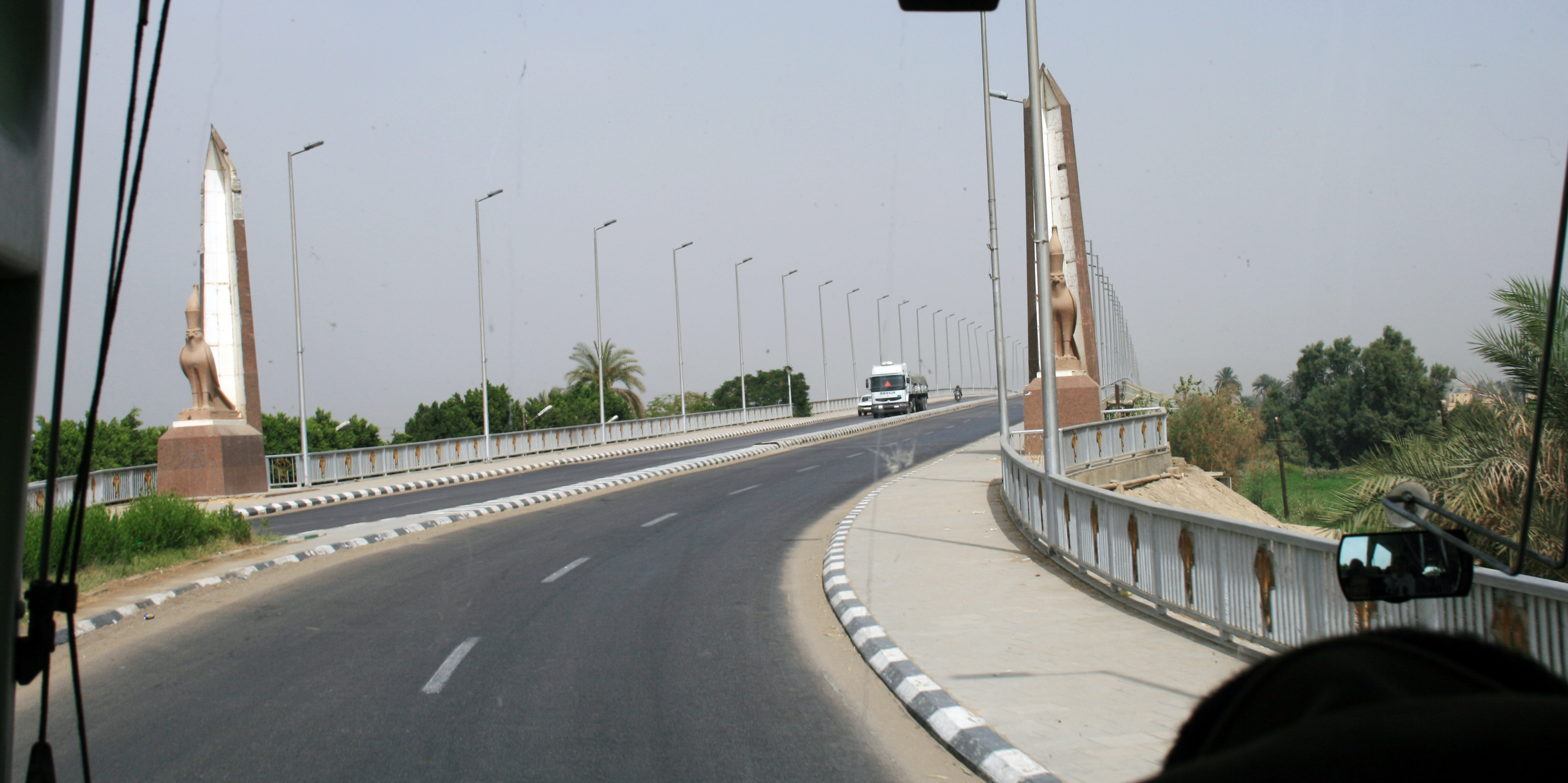
كوبري الأقصر

كوبري الأقصر هو جسر عابر لنهر النيل يربط مدينة الأقصر بالآثار الواقعة على الضفة الغربية للنيل.
أقدم مسئولون في الأسابيع الأخيرة لنظام مبارك قبل اندلاع ثورة 25 يناير على إعادة تسمية طرق المدينة، فأعادوا تسمية شارع كوبري الأقصر ليصبح «شارع مبارك».

## المواصفات
طول الكوبري 7,5 كم تشمل المراسي والانشاءات والصرف